# Pauvreté à Montréal

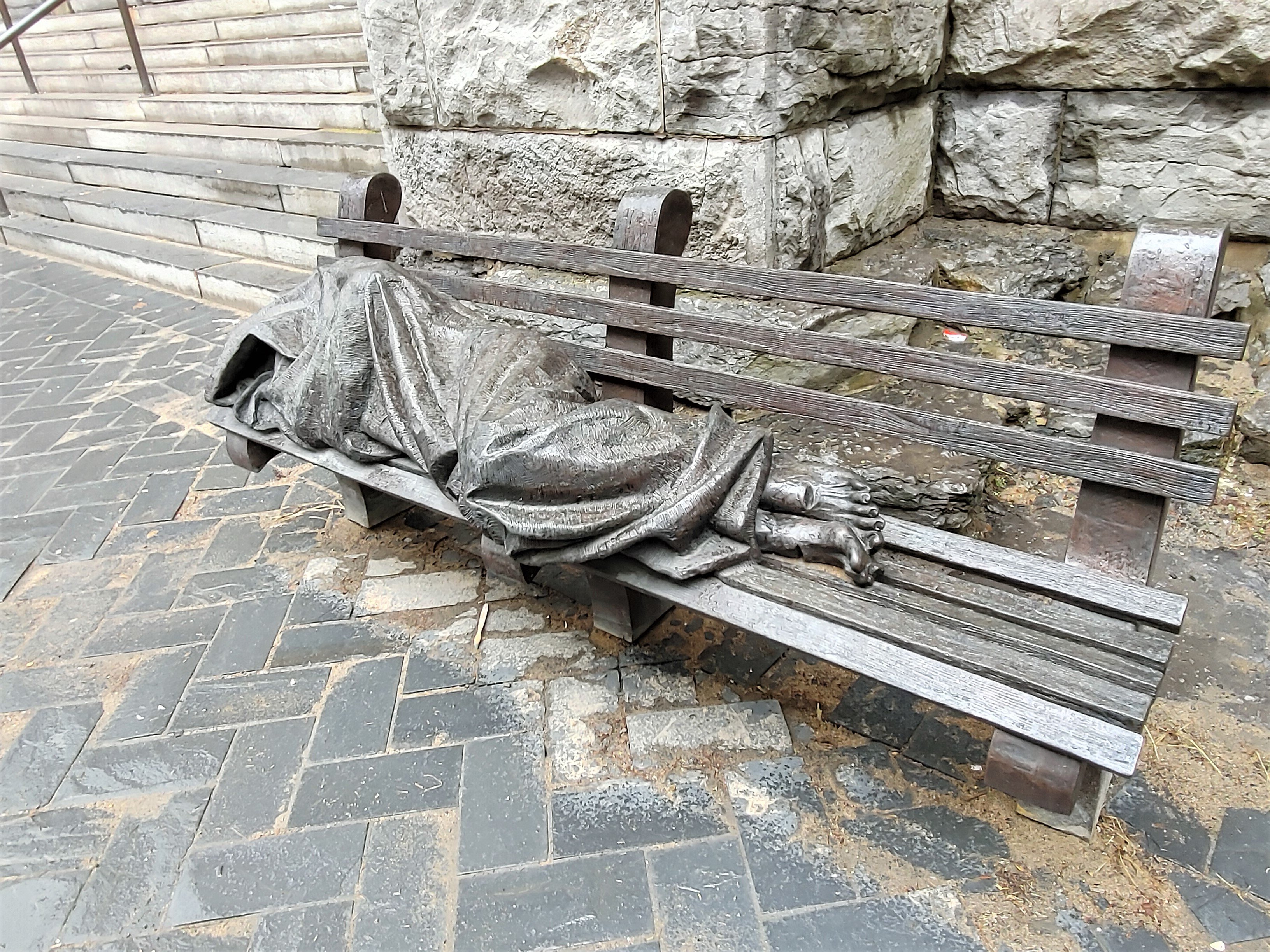
Sculpture Jésus le sans-abri à Montréal

La pauvreté touchait environ 514 925 personnes, soit 29 % de la population montréalaise, en 2001. En 2000, environ 15 % des familles de Montréal gagnait moins de 20 000 $ par année. De tous les arrondissements de la ville, le revenu moyen le plus bas se trouve dans Montréal-Nord avec 24 793 $ par habitant. Selon une étude du Centre d’étude sur la pauvreté et l’exclusion (CEPE), parmi les travailleurs, 46,6 % d'entre eux étaient pauvres en 2005.

## Chez les femmes
La proportion de femmes pauvres est de 30,1 %, alors que celle des hommes est de 26,2 %.